# Шапиро, Гавриил Семёнович
Гавриил Семёнович Шапиро (13(26) сентября 1913 года, Санкт-Петербург — 23 ноября 1984 года, Москва) — советский учёный в области механики.

## Биография
Приходился дальним родственником академику Б. Галёркину (тетя была женой академика).
В 1935 году окончил Ленинградский политехнический институт, с 1936 по 1940 год учился в аспирантуре там же. С 1934 по 1938 год работал инженером в Бюро Свирьстроя (Ленинград). С 1938 по 1941 год преподавал в Ленинградском политехническом институте, ассистент. Кандидат наук (1940, тема диссертации «Напряжённое состояние в бетонных блоках гидротехнических сооружений»).
С 1941 по 1942 год — докторант Института механики АН СССР, с 1942 года работал там же, старший научный сотрудник, заведующий отделом волновой динамики. Доктор наук (1947, тема диссертации «Осесимметричная деформация тел вращения») 
С 1965 года — в Институте проблем механики АН СССР.
Доктор технических наук (1948). Старший научный сотрудник (1944).
Преподавал в Московском университете с 1953 года, профессор кафедры теории пластичности механико-математического факультета (1954—1984).
Член Национального комитета СССР по теоретической и прикладной механике

## Общественная позиция
Считал, что советские властные органы не должны разрешать эмиграцию евреев при отсутствии такой возможности у представителей других национальностей.

## Научные интересы
Решил ряд задач механики деформируемого твёрдого тела.
Получил точное решение задачи о бесконечно длинной цилиндрической толстой оболочке, загруженной равномерно распределённым на внешней окружности поперечного сечения радиальным давлением.
Получил точное решение для конической оболочки и сплошного конуса.

### Редактор
Тимошенко С. П., Гудьер Дж. Теория упругости / Пер. с англ. под ред. Г. С. Шапиро. — М.: Наука, 1975. — С. 20. — 576 с.